# Salvador Calvo
Salvador Calvo (Madrid, 12 agosto 1970) è un regista spagnolo, vincitore del premio Goya per il miglior regista 2021 (Adù).

## Vita privata
Durante la cerimonia di premiazione della 35ª edizione dei Premi Goya ha voluto dare visibilità alla realtà delle famiglie omo-genitoriali, presentandosi con la bambina di tre anni e il suo compagno.

## Filmografia

### Cinema
- Adú (2020)
- Maras, cortometraggio (2019)
- 1898: Los últimos de Filipinas (2016)[3]

### Televisione
- Policías, en el corazón de la calle - serie TV (2002)
- Una nueva vida - serie TV (2003)
- Casi perfectos - serie TV (2004)
- Motivos personales - serie TV (2005)
- Los simuladores - serie TV (2006)
- R.I.S. Científica - serie TV (2007)
- Masala - film TV (2007)
- Sin tetas no hay paraíso - serie TV (2008)
- Los misterios de Laura - serie TV (2009)
- Paquirri - miniserie TV (2009)
- Alakrana - miniserie TV (2010)
- La duquesa - miniserie TV (2010)
- La duquesa II - miniserie TV (2011)
- Mario Conde, los días de gloria - miniserie TV (2013)
- Hermanos - serie TV (2014)
- Cuéntame un cuento - serie TV (2014)
- Las aventuras del capitán Alatriste - serie TV (2015)
- Los nuestros - serie TV (2015)
- El padre de Caín - miniserie TV (2016)
- Quello che nascondono i tuoi occhi - miniserie TV (2016)